# Don Bosco SC
El Don Bosco Sports Club es un equipo de fútbol de Sri Lanka que juega en la Primera División de Sri Lanka, la segunda liga de fútbol más importante del país.

## Historia
Fue fundado en la ciudad de Negombo y en su historial cuenta con solo 1 título de Liga Premier y 1 vez finalista del Torneo de Copa. Tiene una rivalidad de la ciudad con el Jupiter SC. Estuvieron en la Liga Premier de Sri Lanka hasta que fueron descalificados en la temporada 2015/16 por poner a jugadores no inscritos en el club en varios partidos.
A nivel internacional ha participado en 1 torneo continental, la Copa Presidente de la AFC del año 2011, donde fue eliminado en la fase de grupos por el FC Neftchi Kochkor-Ata de Kirguistán, el Abahani Limited de Bangladés y el Phnom Penh Crown de Camboya.

## Palmarés
- Liga Premier de Sri Lanka: 1

2010.
- Copa de Sri Lanka: 0
  - Finalista: 1

2011

## Participación en competiciones de la AFC
- President's Cup: 1 aparición

2011 - 4.º en la fase de grupos